# 浙水乡
浙水乡，是中华人民共和国四川省广元市苍溪县下辖的一个乡镇级行政单位。

## 行政区划
浙水乡下辖以下地区：
小浙村、大湾村、四坪村、寨子村、梁山村、玄都村、花庙村、杨柳村、红旗村、三台村和水文村。